# Lüßgraben (Altmühl)
Der Lüßgraben ist ein linker Zufluss der Altmühl beim Pfarrdorf Trommetsheim der Gemeinde Alesheim im mittelfränkischen Landkreis Weißenburg-Gunzenhausen.

## Geographie

### Verlauf
Der Lüßgraben entspringt auf einer Höhe von 428 m ü. NHN unweit der Europäischen Hauptwasserscheide am westlichen Ortsrand von Kattenhochstatt und unweit der Quelle des in Gegenrichtung laufenden, hier noch Wöhrbach genannten Hammerstadtgrabens. Der Lüßgraben fließt überwiegend neben Feldwegen entlang in einem nur leicht nach rechts ausholenden Bogen ungefähr nach Westen. Er unterquert die Kreisstraße WUG 3. Der Lüßgraben mündet nach einem Lauf von rund drei Kilometern auf einer Höhe von 411 m ü. NHN nordöstlich von Markt Berolzheim und südwestlich von Trommetsheim von links in einen Altarm der Altmühl. Unweit gegenüber auf der anderen Altmühlseite mündet der Vorderer Graben in einen Seitenarm.

### Einzugsgebiet
Das Einzugsgebiet umfasst rund 5,0 km. Die rechte Wasserscheide zieht von der Mündung nordwestlich erst langsam, zuletzt steil über den Eichelberg genannten Hang bis auf den südlichen Nebengipfel des Flüglinger Bergs, den mit 535 m ü. NHN höchsten Punkt im Einzugsgebiet. Von hier aus zieht die Grenze stark abfallend ungefähr südwärts, durchs im Flachland liegende Kattenberg und dann wieder hinauf auf den Kamm des Trommetsheimer Bergs (511 m ü. NHN); dieser Abschnitt ist Teil der Europäischen Hauptwasserscheide zwischen Donau auf der Lüßbach- und Rhein auf der Wöhrbachseite. Die kürzere linke Wasserscheide fällt über den Kamm wieder ab zur Mündung.
Naturräumlich gehört das Gebiet im Osten zur Weimersheimer Platte, einem recht flachen Hügelland, im Westen am Unterlauf ist es ein Teil des fast ebenen Altmühltrichters um die Altmühl, beides sind Unterräume der Weißenburger Bucht und darüber des Vorlands der Südlichen Frankenalb. Überall steht Schwarzjura an, ausgenommen nur die beiden Berge an den oberen Ecken des Einzugsgebietes, die aus Braunjura bestehen. Diese sind von den unteren Hängen an aufwärts auch von Wald bestanden, während das Gebiet überall sonst eine weite Offenlandschaft ist, die fast überall unterm Pflug steht.
Der östliche Teil gehört zur Kreisstadt Weißenburg in Bayern, der westliche zur Gemeinde Alesheim.